# 古丽夏提·阿不都卡德尔
古丽夏提·阿不都卡德尔（Kulshat Abduqadir，1957年12月—），女，维吾尔族，新疆喀什人，中华人民共和国政治人物，曾任新疆维吾尔自治区政协副主席，新疆维吾尔自治区人大常委会副主任。